# Ландшафтний рекреаційний парк
Ландшафтний рекреаційний парк — категорія природно-заповідного фонду, введена в АР Крим.

## Запровадження
У 2009 р., згідно з ч. 4 ст. 3 Закону України «Про природно-заповідний фонд України», Верховна Рада АРК встановила додаткову категорію територій та об'єктів природно-заповідного фонду місцевого значення в Автономній Республіці Крим — ландшафтно-рекреаційний парк (Постанова ВР АРК від 18.11.2009 р. № 1456-5/09).

## Зміст категорії
Ландшафтно-рекреаційний парк (надалі — ЛРП) є природоохоронною рекреаційним об'єктом місцевого значення, який створюється на незначній за площею території з метою збереження в природному стані типових або унікальних природних комплексів та об'єктів, а також забезпечення умов для організованого відпочинку населення. Зонування та режим використання території ЛРП схожий з іншим заповідним об'єктом — регіональним ландшафтним парком, але рекреаційна функція більш виражена.

## Створені ЛРП
Перший ландшафтно-рекреаційний парк «Урочище Кізіл-Коба» (на базі пам'ятки природи загальнодержавного значення «Печера Кізіл-Коба») був створений у 2011 р. на площі 102 га. У 2012 р. в парку була створена спеціальна адміністрація та розробляється проєкт організації території.
Постановою Верховної Ради АРК від 27.02.2013 № 1196-6/13 були також створені такі ЛРП:
1. «Донузлав» (2335 га)
2. «Мис Такіль» (850 га)
3. «Бітак» (55 га)
4. «Атлеш» (260 га)